# Mazaira
Mazaira (llamada oficialmente Santa María de Mazaira) es una parroquia y una aldea del municipio español de Castro Caldelas, en la provincia de Orense, Galicia.

## Organización territorial
La parroquia está formada por seis entidades de población:

### Entidades de población
Entidades de población que forman parte de la parroquia:
- Espiñeiros (Os Espiñeiros)
- La Iglesia (A Eirexa)
- Mazaira
- Quintela
- Ruídos

### Despoblado
Despoblado que forma parte de la parroquia:
- Alende

## Demografía

### Parroquia
| Gráfica de evolución demográfica de Mazaira (parroquia) entre 2000 y 2022 |
|                                                                           |
| Datos según el nomenclátor publicado por el INE.                          |

### Aldea
| Gráfica de evolución demográfica de Mazaira (aldea) entre 2000 y 2022 |
|                                                                       |
| Datos según el nomenclátor publicado por el INE.                      |